# Mogeville
Mogeville település Franciaországban, Meuse megyében. Lakosainak száma 74 fő (2022. január 1.). Mogeville Dieppe-sous-Douaumont, Gincrey, Maucourt-sur-Orne és Morgemoulin községekkel határos.

## Népesség
A település népességének változása:
| Lakosok száma | 102  | 75   | 76   | 75   | 77   | 83   | 85   | 78   | 75   | 74   |
|               | 1968 | 1982 | 1990 | 2006 | 2013 | 2015 | 2017 | 2019 | 2020 | 2022 |